# Ivan Iline
Pour les articles homonymes, voir Iline.
Ivan Alexandrovitch Iline (en russe : Иван Александрович Ильин), né le 16 mars 1883 (28 mars dans le calendrier grégorien) à Moscou (Russie), mort le 21 décembre 1954 à Zollikon (Suisse), est un philosophe russe proche de l'ancien parti KD qui émigra de Russie bolchévique en 1922. Sa philosophie slavophile est marquée par le droit constitutionnel (il était favorable à la révolution de Février), le christianisme orthodoxe et l'unité de la Russie en ferme opposant du communisme international et du bolchévisme. C'est un des philosophes qui ont influencé Alexandre Soljénitsyne.

## Famille
Iline descendait d'une famille aristocratique, descendante des Riourikides. Le père du philosophe, Alexandre Ivanovitch Iline (1851-1921), avocat, était le filleul de l'empereur Alexandre II. Sur la Table des Rangs, il était secrétaire de gouvernement et avait passé son enfance au Kremlin de Moscou, car son propre père était commandant du palais. Sa mère, née Caroline Louise Schweikert von Stadion (1858-1942), était une Allemande de Russie de confession luthérienne et le père de celle-ci, Julius Schweikert von Stadion (1805-1876), était conseiller de collège sur la Table des Rangs. Elle se convertit à l'orthodoxie, sous le nom de Catherine (Ekaterina) Youlievna Ilina, lorsqu'elle épousa en 1880, en l'église de la Nativité du village de Bykovo (près de Moscou), Alexandre Iline. Il était propriétaire du domaine Les Grandes clairières, dans le gouvernement de Riazan.

## Biographie
Il est baptisé le 22 avril en l'église de la Nativité de la Vierge, Porte de Smolensk à Moscou. Il étudie au lycée no  5 de Moscou, puis au lycée no 1. Il termine ses études secondaires classiques en 1901 avec médaille d'or. Il maîtrise alors le grec, le latin, le slavon, le français et l'allemand. En 1906, il sort de la faculté de droit de l'Université impériale de Moscou. Il y obtient un poste d'assistant et donne des cours aussi à l'université féminine. En 1909, il est maître de conférence à la chaire d'histoire du droit.
Il devient professeur de droit en 1918, après avoir soutenu sa thèse sur La philosophie de Hegel en tant que doctrine sur le concret de Dieu et de l'être humain.
En 1905, Iline est plutôt favorable à certains aspects de la révolution et se trouve proche des milieux intellectuels de sa tante Lioubov qui avait épousé un professeur juif, mais il désapprouve les désordres. En fait, il épouse les thèses du parti KD, étant lui-même le mari de Nathalie Vokatch (1882-1962), nièce du président de la première Douma, Sergueï Mouromtsev. Son attention est ensuite polarisée par son doctorat et il évolue vers l'aile droite du parti cadet.
En 1911, il passe une année en Europe occidentale pour travailler à sa Crise de la philosophie rationaliste en Allemagne au XIXe siècle. Il retourne à la faculté pour donner un cycle de conférences sur la philosophie du droit. Il donne ensuite d'autres cours dans différents instituts, dont l'École de commerce de Moscou. Lorsque la guerre éclate, il est opposant à la guerre, mais puisque la Russie impériale doit être défendue, il déclare qu'il est du devoir de tout Russe de défendre son pays.
En février 1917, il est d'abord favorable aux nouvelles idées, mais sa désillusion est amère avec la révolution d'Octobre, néanmoins, il n'émigre pas et devient professeur de droit à la faculté de Moscou. Il est arrêté plusieurs fois.
Il est condamné à mort pour menées anti-communistes en 1922, puis finalement expulsé de Russie avec 160 autres philosophes, historiens et économistes sur « les bateaux des philosophes ». Le 26 septembre 1922, il est à Stettin (alors en Allemagne, aujourd'hui en Pologne) et, de 1923 à 1934, travaille à Berlin en tant que professeur dans un institut russe, financé par le ministère des Affaires étrangères. Il est licencié de son travail en 1934 et poursuivi par la Gestapo. Il quitte l'Allemagne en 1938, pour la Suisse, où il termine ses jours en 1954.
Un certain nombre d'œuvres d'Iline, (y compris l'une écrite en 1948) traitent de certains aspects du fascisme mussolinien avec bienveillance. Il est dans le même état d'esprit pendant les premiers mois de l'avènement du national-socialisme allemand, qu'il préfère dans une comparaison avec l'URSS de 1933, avant de changer d'avis plus tard et d'être arrêté par la Gestapo. Ses admirateurs l'ont présenté comme un antifasciste, ce qu'il n'était certainement pas même s'il n'était par ailleurs pas proche des nazis, c'était un monarchiste conservateur.
« Après la guerre, il énumère les « erreurs » du fascisme et du national-socialisme, parmi lesquelles leur nature antireligieuse et antichrétienne, la création d’un État totalitaire, d’un parti unique, un nationalisme extrême et le despotisme. Il salue en revanche Francisco Franco et António Salazar ». Le régime religieux et autoritaire de Franco est plus proche de ce qu'il souhaite pour la Russie que les régimes démocratiques occidentaux ou les régimes national-révolutionnaires comme le nazisme.
Ivan Iline se fait remarquer par ses conférences et ses publications au sein de l'émigration russe. Il est appuyé par les anciens officiers de l'Armée blanche, fermement anti-communistes. Il arrive à quitter l'Allemagne grâce au soutien financier de son ami Serge Rakhmaninov.

## Postérité
Iline était totalement inconnu en Russie soviétique, car son œuvre y était interdite. Son nom surgit à nouveau à partir des années 1990, à la chute de l'U.R.S.S.. Ses œuvres circulaient cependant dans les milieux de l'émigration russe. Ses travaux ont commencé à être publiés pendant la perestroïka à la fin de l'U.R.S.S. en 1989, et on a publié son œuvre complète en vingt-huit tomes en Russie de 1998 à 2003.
Ses restes et ceux de son épouse ont été transférés, en 2005, au cimetière du monastère Donskoï à Moscou, grâce à l'appui, notamment, du cinéaste Nikita Mikhalkov.
Michel Eltchaninoff, philosophe d'origine russe et rédacteur en chef adjoint de Philosophie Magazine, écrit dans son livre Dans la tête de Vladimir Poutine qu'Iline est, avec Vladimir Soloviev et Nicolas Berdiaev, un des maîtres à penser du président russe Vladimir Poutine dans son effort de reconstruction de la grandeur russe,.
Le même auteur précise même qu'il est le seul qui « peut prétendre au statut de penseur officiel du poutinisme »
Iline a écrit plus de cinquante livres et plus d'un millier d'articles en russe, allemand ou français.
- La Résistance au mal par la force (О сопротивлениии злу силою, 1925).
- Le Chemin du renouveau spirituel (1935).
- Les fondations du combat pour une Russie nationale (1938).
- Les bases de la culture chrétienne (Основы христианской культуры, 1938).
- À propos de la Russie future (1948).
- Sur l'essence de la justice (О сущности правосознания, 1956).
- Le Chemin vers l'évidence (Путь к очевидности, 1957).
- Les axiomes de l'expérience religieuse (Аксиомы религиозного опыта, 2 volumes, 1953).
- Sur la monarchie et la république (О монархии и республики, 1978)[9].